# وون يو-هيون
وون يو-هيون (هانغل: 원유현) هو لاعب كرة قدم كوري جنوبي في مركز حراسة المرمى، ولد في 4 فبراير 1988 في كوريا الجنوبية. لعب مع أولسان هيونداي.

## وصلات خارجية
- وون يو-هيون على موقع دوري كوريا الجنوبية (الإنجليزية)
- وون يو-هيون على موقع قاعدة بيانات كرة القدم.إي يو (الإنجليزية)